# Vincenzo Faleo
Vincenzo Faleo (Foggia, 28 gennaio 1936) è un ex calciatore italiano, di ruolo mediano.

## Carriera
Inizia a muovere i passi nell'Andria, e dopo aver passato un anno in Serie C al Chieti, va al Foggia.
Con la maglia rossonera disputa otto campionati di fila, dei quali uno di Serie C, quattro di Serie B e tre di Serie A.
In massima serie esordisce nel campionato 1964-1965, il 27 settembre 1964, in una vittoria per 1-0 in casa contro il Mantova.
Nel 1968 si trasferisce al Cerignola, dove chiude la carriera.

## Palmarès

### Club

#### Competizioni nazionali
- Serie C: 1

Foggia: 1961-1962